# Stephanodes similis
Stephanodes similis är en stekelart som först beskrevs av Förster 1847.  Stephanodes similis ingår i släktet Stephanodes, och familjen dvärgsteklar. Arten är reproducerande i Sverige.